# 2001년 해태 타이거즈/KIA 타이거즈 시즌
2001년 해태 타이거즈 / KIA 타이거즈 시즌은 해태 타이거즈의 마지막 시즌이자 KIA 타이거즈의 첫 시즌으로, 타이거즈가 KBO 리그에 참가한 20번째 시즌이다. 김성한이 3대 감독으로 부임했다. 시즌 전반기 때는 팀명이 해태 타이거즈였으나, 외환 위기 등 여러 문제로 해태가 더 이상 야구단 운영이 어려웠던 상황에 현대-기아 자동차 그룹이 팀을 인수하여 8월부터 팀명이 KIA 타이거즈로 바뀌었다. 팀은 치열한 4위 싸움 끝에 4위 한화 이글스에 반 경기 뒤진 정규 시즌 5위로 포스트시즌 진출에 실패했는데 최상덕을 제외하면 10선발승 이상 투수가 없었던 것이 컸으며 1999년 어깨부상으로 1경기 밖에 출전하지 못한 이대진이 전년도인 2000년 마무리로 전업하여 8승(2선발) 6패 13세이브를 거뒀지만 부상이 도져 단 한차례도 뛰지 못했다.

## 타이틀
- 세계야구선수권대회 국가대표: 김상훈, 홍세완
- 일구상 우수선수상: 홍세완
- 올드 올스타: 선동열 (투수), 장채근 (포수), 김성한 (1루수), 서정환 (2루수), 김종모 (외야수), 김봉연 (지명타자)
- 올스타전 추천선수: 김상훈, 최상덕, 김종국
- 동아닷컴 선정 역대 프로야구 포지션별 베스트 10: 선동열 (투수), 김성한 (1루수), 이종범 (유격수), 한대화 (3루수), 이순철 (외야수 3위), 김봉연 (지명타자)
- 컴투스프로야구 나때는 말이야 라인업: 서정환 (주&수코치)
- 컴투스프로야구 2000년대 KIA 타이거즈 라인업: 홍세완 (유격수), 산토스 (지명타자)
- 컴투스프로야구 트레이드 사가 라인업: 손혁 (중계투수)
- 완투: 최상덕 (8)
- 완봉: 최상덕 (3)
- 출장 (타자): 장성호 (133), 홍세완 (133)
- 선발 GSC: 레스 (9월 6일 SK전, 92)

### 퓨처스리그
- 출장(타자): 김지영, 박정현 (59)
- 남부리그 타수: 김상현 (219)
- 홈런: 김상현 (13)
- 남부리그 완투: 김주철, 박진철, 유동훈 (1)

## 선수단
- 선발투수 : 최상덕, 레스, 오철민, 루이스, 이원식, 소소경, 젠슨, 김주철, 유동훈
- 구원투수 : 이병석, 박진철, 엄병열, 성영재, 윤형진, 가내영 (시즌 중 SK에서 이적), 최영완, 곽현희, 이강철, 강태원, 곽채진
- 마무리투수 : 오봉옥, 박충식, 손혁, 정원, 리치
- 포수 : 김상훈, 김지훈
- 1루수 : 장성호, 이동수 (시즌 중 SK에서 이적)
- 2루수 : 김종국
- 유격수 : 홍세완
- 3루수 : 이종범, 정성훈, 오우진, 김상현, 김태룡, 김민철
- 좌익수 : 장일현
- 중견수 : 김창희, 타바레스
- 우익수 : 신동주, 김경언, 이호성, 최익성
- 지명타자 : 산토스, 양현석 (시즌 중 SK 이적), 정영규, 안희봉, 황성기, 심제훈

## 여담
- 월명종합경기장 야구장을 홈구장으로 사용한 첫 시즌으로, 9월 22일 LG 트윈스와의 경기가 월명종합경기장 야구장에서 KIA 타이거즈가 치른 첫 경기였다.
- 윤형진은 6월 14일 두산 베어스와의 경기에서 해태 타이거즈의 마지막 홀드를 기록했다.
- 박충식은 7월 12일 두산 베어스와의 경기에서 해태 타이거즈의 마지막 세이브를 기록했다.
- 최상덕은 7월 25일 롯데 자이언츠와의 경기에서 완봉승을 거두어 해태 타이거즈의 마지막 승리투수가 되었다.
- 해태 타이거즈라는 팀명으로 치러진 마지막 경기는 7월 29일 삼성 라이온즈와의 경기였다. 이날 구원 등판한 곽채진이 해태 타이거즈의 마지막 패전투수가 되었으며, 이원식이 마지막 등판 투수가 되었다. 마지막으로 타석을 소화한 선수는 2번 타자 최익성이었다.
- KIA 타이거즈라는 팀명으로 치러진 첫 경기는 8월 2일 SK 와이번스와의 경기였다. 이날 선발 등판한 최상덕이 KIA 타이거즈의 첫 패전투수가 되었으며, 1번 타자 김종국이 처음으로 타석을 소화한 선수가 되었다.
- 이병석은 8월 5일 롯데 자이언츠와의 경기에서 KIA 타이거즈의 첫 승리투수가 되었으며, 이날 박충식은 첫 세이브를 기록했다.
- 이강철은 8월 11일 LG 트윈스와의 경기에서 KIA 타이거즈의 첫 홀드를 기록했다.
- 타바레스는 이 시즌 WAR -0.10에 그쳐 KBO 리그 역대 외국인 중견수 중 단일 시즌 최저 기록을 세웠다.

## 같이 보기
- 2002년 KIA 타이거즈 시즌
- 2003년 KIA 타이거즈 시즌
- 2004년 KIA 타이거즈 시즌
- 2005년 KIA 타이거즈 시즌
- 2006년 KIA 타이거즈 시즌
- 2007년 KIA 타이거즈 시즌
- 2008년 KIA 타이거즈 시즌